# Metal Slader Glory
Metal Slader Glory (メタルスレイダーグローリー, Metaru Sureidā Gurōrī) é um jogo de aventura e ficção científica, desenvolvido pela HAL Laboratory e lançado para o Family Computer exclusivamente no Japão em 30 de agosto de 1991. Foi o último jogo lançado pela HAL Laboratory como uma desenvolvedora independente de terceiros antes de sua aquisição pela Nintendo. A história e o design dos personagens do jogo foram feitos por Yoshimiru Hoshi, que ligeiramente baseou o jogo no seu mangá de 1984 Akûtensô Fixallia (亜空転騒フィクサリア, Akūtensō Fikusaria).
O jogo foi desenvolvido em um período de mais de quatro anos, com gráficos e som que forçavam o hardware do Family Computer ao limite, exigindo um cartucho de 8 megabits (o maior de toda a biblioteca do Family Computer) e o uso de um chip especializado chamado MMC5 para desenhar seus gráficos. Porém, quando o jogo foi lançado, o Super Famicom já estava no mercado e as vendas do jogo não foram suficientes para cobrir o orçamento utilizado na sua divulgação, colocando fim nas atividades da HAL Laboratory como uma publicadora independente. O jogo passou a ser um item de colecionador muito procurado no mercado de segunda mão por causa de sua qualidade e raridade. O jogo foi refeito para o Super Famicom em 29 de novembro de 2000 com o título Metal Slader Glory: Director's Cut, com gráficos e som melhorados, incluindo também novas cenas. A versão original para Family Computer foi lançada no Virtual Console no Japão em 18 de dezembro de 2007.

## Jogabilidade
Metal Slader Glory é um jogo gráfico de aventura onde o jogador interage com os arredores do protagonista através de comandos selecionáveis em um menu. Os comandos variam contextualmente, permitindo desde conversar com outros personagens a investigar o ambiente. O jogador deve explorar todas as opções possíveis para que novas opções apareçam. Porém, se o jogador fizer uma escolha errada, o jogo termina e o jogador deve recomeçar o jogo de onde parou. O jogador pode sair a qualquer momento do jogo e continuar depois através de um sistema de senha.

## História
O jogo ocorre oito anos depois de uma grande guerra entre colônias espaciais, com a paz voltando a reinar na Terra. O personagem principal, um órfão de 17 anos chamado Tadashi Himukai, compra um robô operário usado para fundar uma empresa de construção com sua namorada, Elina Furfa. Porém, quando o robô é ativado, seu disfarce cai e revela um modelo de combate Metal Slader, que se imaginava ter sido desmontado depois da guerra. Uma mensagem misteriosa é exibida na cabine do piloto: "Terra em perigo... Procure o criador." Levado por este aviso, Tadashi, sua irmã Azusa, e Elina saem ao espaço para encontrar respostas.

## Director's Cut
Um remake do jogo foi lançado para o Super Famicom com o título Metal Slader Glory: Director's Cut, lançado pelo serviço de download Nintendo Power.
Este jogo também foi o último lançamento oficial para o Super Famicom pela Nintendo. Depois dele, o Super Famicom não era mais considerada uma plataforma de jogos viável. O lançamento para Super Famicom apresenta gráficos e áudio aperfeiçoados pelo próprio Yoshimiru Hoshi, incluindo também cenas adicionais que foram excluídas do lançamento original para Family Computer por causa de falta de espaço no cartucho, música de fundo alterada (por conta de problemas de direitos autorais), e novo trabalho artístico incluído ao final do jogo. Jogadores que fizeram a pré-compra da versão do Super Famicom das lojas de conveniência Lawson receberam um conjunto de cinco cartões postais por Yoshimiru.

## Mídia relacionada

### Mangá
Akûtensô Fixallia, mangá de ficção científica por Yoshimiru Hoshi que serviu como predecessor de Metal Slader Glory, foi publicado na revista Hobby Boy da Tokuma Shoten entre janeiro e outubro de 1984. A edição colecionada foi lançada nove anos depois em 1993 pela Tatsumi Publishing. O mangá gira em torno de um jovem chamado Shin, um mecânico da colônia espacial Moonface, transportado a um mundo alienígena junto com dois amigos, Luna e Ai, após receberem os restos de um estranho robô.
Em 1995, um mangá spin-off foi publicado pela MediaWorks na Dengeki Comic Gao! intitulado Metal Slader Glory: Traces of Amia (最終機攻兵メタルスレイダーグローリー　エイミアの面影, Saishū Kikōhei Metaru Sureida Gurōrī: Eimia no Omokage), também de autoria de Yoshimiru Hoshi. O mangá se passa após os eventos do jogo e expande ainda mais sua história.

### CD drama
Para coincidir com o lançamento do jogo para Famicom no Virtual Console, uma adaptação em CD drama de Metal Slader Glory foi lançada pela Frontier Works em 24 de julho de 2008. O elenco de dubladores é o seguinte:
- Tadashi Himukai – Mamoru Miyano
- Azusa Himukai – Yukari Tamura
- Erina Furfa – Ryōka Yuzuki
- Catty Vitlay – Fumiko Orikasa
- Yayoi Kizaragi – Asami Imai
- Gi Enkai – Tsubasa Yonaga
- Gen Lunkle – Minoru Shiraishi
- Charmy Glint – Yoshino Nanjō
- Silkiene Marceau – Atsuko Tanaka
- Sayoko – Shizuka Itō